# David Pašek
David Pašek (* 27. října 1989, Brno, Československo) je český fotbalový záložník, momentálně působící v klubu SK Líšeň.

## Klubová kariéra
Jde o odchovance brněnského fotbalu již od svých 6 let, prošel všemi mládežnickými celky, až mu na podzim 2008 přišla pozvánka od trenéra Petra Uličného do prvního mužstva. Prvoligovou premiéru si odbyl v utkání proti Slavii, jeho tým však prohrál 1:2.
22. května 2013 vstřelil gól na průběžných 3:0 v zápase proti hostující Spartě Praha, když dorazil do brány odražený míč od tyče. Nakonec to byl vítězný gól, neboť pražský tým v závěru snížil na konečných 3:2. V prosinci 2016 po podzimní části sezóny 2016/17 v klubu skončil. Za Zbrojovku odehrál rovných 100 prvoligových utkání.